# (1498) Lahti
(1498) Lahti – planetoida z pasa głównego asteroid okrążająca Słońce w ciągu 5 lat i 161 dni w średniej odległości 3,09 au. Została odkryta 16 września 1938 roku w Obserwatorium Iso-Heikkilä w Turku przez Yrjö Väisälä. Nazwa planetoidy pochodzi od Lahti, miasta w Finlandii. Przed nadaniem nazwy planetoida nosiła oznaczenie tymczasowe (1498) 1938 SK1.